# Elkerhausen
Elkerhausen ist ein Ortsteil der Gemeinde Weinbach im mittelhessischen Landkreis Limburg-Weilburg.

## Geographische Lage
Elkerhausen liegt im östlichen Hintertaunus im Naturpark Taunus. Nachbarorte sind Blessenbach (südöstlich), und Weinbach (nördlich).

## Geschichte

### Ersterwähnung
Die älteste bekannte schriftliche Erwähnung von Elkerhausen erfolgte unter dem Namen Elkerhusen im Jahr 1191.

### Schloss Elkerhausen

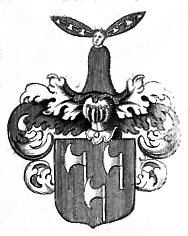
Wappen derer von El(c)ker(s)hausen genannt Klüppel, um 1707

1191 werden die Herren von Elkerhausen erstmals urkundlich erwähnt. Die aus einer Turmburg hervorgegangene und im 14. Jahrhundert für uneinnehmbar geltende Burg Elkerhausen mit Vorburg wird im 16. Jahrhundert zu einem Wasserschloss mit fünftürmigem, polygonalen Bering und Wirtschaftshof umgestaltet. Das einflussreiche, mit viel Streubesitz in zahlreichen Bundesländern begüterte Geschlecht der Ritter und späteren Freiherren von Elkerhausen legte sich ab 1420 den Beinamen genannt Klüppel zu. Der Letzte des Geschlechtes, Philipp Franz Damian Freiherr von Elkerhausen genannt Klüppel, verkaufte 1718 den Stammsitz Elkerhausen mit allem Zubehör und Rechten an die Grafen von Nassau-Weilburg. Das Renaissanceschloss Elkerhausen befindet sich seit 1979 in Privatbesitz und beherbergte u. a. das 1980 gegründete private Kunstmuseum Dr. Krupp mit einer Sammlung internationaler Kunst der Gegenwart sowie das Atelier des akademischen Kunstmalers Hermann Krupp (1926–2019).

### Kirche
Unweit ihres Anwesens haben die Herren von Elkerhausen eine Eigenkirche errichtet. 1278 erteilte ihnen der Erzbischof von Trier die Erlaubnis, auf ihrem eigenen Grund und ihre eigenen Kosten eine neue Kirche zu erbauen.
Nachdem der Vorgängerbau aus dem 17. Jahrhundert im April 1911 wegen Baufälligkeit niedergelegt worden war, wurde im Juni 1911 der Grundstein für das heutige Kirchengebäude gelegt. Im Oktober 1912 wurde schließlich die evangelische Pfarrkirche feierlich ihrer Bestimmung übergeben.

### Gebietsreform
Zum 1. Juli 1974 wurde im Zuge der Gebietsreform in Hessen die bis dahin selbstständige Gemeinde Elkerhausen kraft Landesgesetz in die 1970 neu gebildete Gemeinde Weinbach eingegliedert.
Für die eingegliederten Gemeinden sowie für die Kerngemeinde wurde je ein Ortsbezirk mit Ortsbeirat und Ortsvorsteher nach der Hessischen Gemeindeordnung gebildet.

### Territorialgeschichte und Verwaltung im Überblick
Die folgende Liste zeigt im Überblick die Territorien, in denen Elkerhausen lag, bzw. die Verwaltungseinheiten, denen es unterstand:
- vor 1806 Heiliges Römisches Reich, Grafschaft/Fürstentum Nassau-Weilburg, Amt Weilburg
- ab 1806: Herzogtum Nassau, Amt Weilburg
- ab 1816: Deutscher Bund, Herzogtum Nassau, Amt Weilburg
- ab 1849: Deutscher Bund, Herzogtum Nassau, Kreisamt Hadamar
- ab 1854: Deutscher Bund, Herzogtum Nassau, Amt Weilburg
- ab 1867: Norddeutscher Bund, Königreich Preußen, Provinz Hessen-Nassau, Regierungsbezirk Wiesbaden, Oberlahnkreis
- ab 1871: Deutsches Reich, Königreich Preußen, Provinz Hessen-Nassau, Regierungsbezirk Wiesbaden, Oberlahnkreis
- ab 1918: Deutsches Reich, Freistaat Preußen, Provinz Hessen-Nassau, Regierungsbezirk Wiesbaden, Oberlahnkreis
- ab 1944: Deutsches Reich, Freistaat Preußen, Provinz Nassau, Oberlahnkreis
- ab 1945: Amerikanische Besatzungszone, Groß-Hessen, Regierungsbezirk Wiesbaden, Oberlahnkreis
- ab 1949: Bundesrepublik Deutschland, Land Hessen, Regierungsbezirk Wiesbaden, Oberlahnkreis
- ab 1968: Bundesrepublik Deutschland, Land Hessen, Regierungsbezirk Darmstadt, Oberlahnkreis
- am 1. Juli 1974 wurde Elkerhausen als Ortsteil der Gemeinde Weinbach eingegliedert.
- ab 1974: Bundesrepublik Deutschland, Land Hessen, Regierungsbezirk Darmstadt, Landkreis Limburg-Weilburg
- ab 1981: Bundesrepublik Deutschland, Land Hessen, Regierungsbezirk Gießen, Landkreis Limburg-Weilburg

### Einwohnerentwicklung

#### Einwohnerzahlen
| Elkerhausen: Einwohnerzahlen von 1834 bis 2020 | Elkerhausen: Einwohnerzahlen von 1834 bis 2020 | Elkerhausen: Einwohnerzahlen von 1834 bis 2020 | Elkerhausen: Einwohnerzahlen von 1834 bis 2020 | Elkerhausen: Einwohnerzahlen von 1834 bis 2020 |
| --- | ---------------------------------------------- | ---------------------------------------------- | ---------------------------------------------- | ---------------------------------------------- |
| Jahr |                                                |                                                |                                                | Einwohner                                      |
| 1834 | 1834                                           |                                                | 378                                            | 378                                            |
| 1840 | 1840                                           |                                                | 406                                            | 406                                            |
| 1846 | 1846                                           |                                                | 455                                            | 455                                            |
| 1852 | 1852                                           |                                                | 482                                            | 482                                            |
| 1858 | 1858                                           |                                                | 520                                            | 520                                            |
| 1864 | 1864                                           |                                                | 528                                            | 528                                            |
| 1871 | 1871                                           |                                                | 528                                            | 528                                            |
| 1875 | 1875                                           |                                                | 547                                            | 547                                            |
| 1885 | 1885                                           |                                                | 570                                            | 570                                            |
| 1895 | 1895                                           |                                                | 562                                            | 562                                            |
| 1905 | 1905                                           |                                                | 567                                            | 567                                            |
| 1910 | 1910                                           |                                                | 596                                            | 596                                            |
| 1925 | 1925                                           |                                                | 597                                            | 597                                            |
| 1939 | 1939                                           |                                                | 564                                            | 564                                            |
| 1946 | 1946                                           |                                                | 805                                            | 805                                            |
| 1950 | 1950                                           |                                                | 815                                            | 815                                            |
| 1956 | 1956                                           |                                                | 776                                            | 776                                            |
| 1961 | 1961                                           |                                                | 741                                            | 741                                            |
| 1967 | 1967                                           |                                                | 810                                            | 810                                            |
| 1970 | 1970                                           |                                                | 823                                            | 823                                            |
| 1980 | 1980                                           |                                                | ?                                              | ?                                              |
| 1990 | 1990                                           |                                                | ?                                              | ?                                              |
| 2000 | 2000                                           |                                                | ?                                              | ?                                              |
| 2011 | 2011                                           |                                                | 672                                            | 672                                            |
| 2014 | 2014                                           |                                                | 691                                            | 691                                            |
| 2020 | 2020                                           |                                                | 677                                            | 677                                            |
| Datenquelle: Historisches Gemeindeverzeichnis für Hessen: Die Bevölkerung der Gemeinden 1834 bis 1967. Wiesbaden: Hessisches Statistisches Landesamt, 1968. Weitere Quellen: LAGIS; Gemeinde Weinbach; Zensus 2011 |                                                |                                                |                                                |                                                |

#### Einwohnerstruktur
Nach den Erhebungen des Zensus 2011 lebten am Stichtag dem 9. Mai 2011 in Elkerhausen 672 Einwohner. Darunter waren 15 (2,2 %) Ausländer.
Nach dem Lebensalter waren 108 Einwohner unter 18 Jahren, 249 zwischen 18 und 49, 162 zwischen 50 und 64 und 153 Einwohner waren älter.
Die Einwohner lebten in 294 Haushalten. Davon waren 84 Singlehaushalte, 97 Paare ohne Kinder und 93 Paare mit Kindern, sowie 24 Alleinerziehende und 6 Wohngemeinschaften. In 72 Haushalten lebten ausschließlich Senioren und in 183 Haushaltungen lebten keine Senioren.

#### Religionszugehörigkeit
| • 1885: | 560 evangelische (= 98,25 %), 10 katholische (= 1,75 %) Einwohner   |
| • 1961: | 617 evangelische (= 83,27 %), 115 katholische (= 15,52 %) Einwohner |

## Kultur und Sehenswürdigkeiten

### Vereine
Neben der im Jahr 1934 gegründeten Freiwilligen Feuerwehr Elkerhausen e. V. (einschließlich Jugendfeuerwehr seit 2. August 1975 und Kinderfeuerwehr seit 11. März 2011) existieren in Elkerhausen noch mehrere Sport-, Freizeit- und Kulturvereine.

### Bauwerke
- Vom ehemaligen Wasserschloss Elkerhausen sind Teile der Ringmauer, des Wirtschaftshofs und die beiden Haupthäuser erhalten.

## Einrichtungen
Seit dem Jahr 1934 sorgt die Freiwillige Feuerwehr Elkerhausen (ab 2. August 1975 mit Jugendfeuerwehr und seit 11. März 2011 mit Kinderfeuerwehr) für den abwehrenden Brandschutz und die allgemeine Hilfe im Ort. Es bestehen in Elkerhausen ein Dorfgemeinschaftshaus in der Pfarrstraße, ein Rasensportplatz am Lindig, Kinderspielplätze und Wanderwege.

## Persönlichkeiten
- Margit Bach (* 1951), Journalistin und ehemalige Sportlerin, lebt seit 1989 auf einem Bauernhof in Elkerhausen.